# Гоноринхообразные
Гоноринхообразные (лат. Gonorynchiformes) — отряд лучепёрых рыб, состоящий из четырёх семейств и около 37 видов. Два семейства — Chanidae и Phractolaemidae — монотипические, то есть содержат лишь один современный вид. Одним из наиболее известных представителей гоноринхообразных является молочная рыба (Chanos chanos), широко используемая в кухне Юго-Восточной Азии. Её мальков, живущих в солоноватой воде, собирают и разводят в прудах до употребления в пищу.

## Систематика
подотряд Chanoidei
- семейство молочные рыбы (Chanidae)

подотряд Knerioidei
- семейство кнериевые (Kneriidae)
- семейство фрактолемовые (Phractolaemidae)

подотряд Gonorynchoidei
- семейство гоноринховые (Gonorynchidae)